# Beinn Chabhair
Der Beinn Chabhair ist ein 933 m (3.061 ft) hoher Berg in Schottland. Sein gälischer Name bedeutet wahrscheinlich Berg des Habichts. Er liegt in den südlichen Highlands zwischen dem Nordende von Loch Lomond und der Ortschaft Crianlarich im Loch Lomond and the Trossachs National Park und zählt zu den Munros.

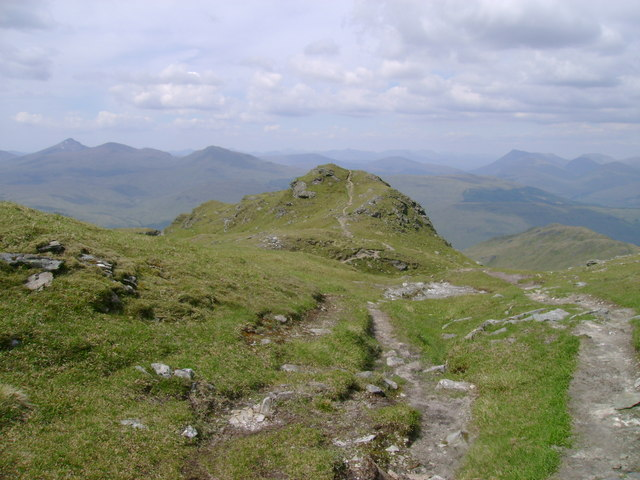
Der nach Nordwesten vom Gipfel weg verlaufende Grat des Beinn Chabhair

Wie der östlich von ihm liegende Beinn a’ Chroin ist der Beinn Chabhair ein im Gipfelaufbau felsiger und rauer Berg. Von seinem höchsten Punkt zieht sich nach Nordwesten und dann nach Westen ein breiter felsiger Grat hin, der hoch über dem Glen Falloch ausläuft. Inmitten der verschiedenen kleineren Gipfel dieses Grates liegt das kleine Lochan a Caisteal. Der Beinn Chabhair zählt zu den bei Wanderern und Bergsteigern beliebten Munros, da er aufgrund seiner Lage direkt am West Highland Way vergleichsweise schnell zu erreichen ist und von seinem Gipfel eine weite Sicht in die Trossachs möglich ist. Nach Süden geht der Blick über Loch Lomond bis Loch Long. Vom West Highland Way aus beginnt der Aufstieg in der kleinen Ansiedlung Inverarnan an der A82 südwestlich von Crianlarich im Glen Falloch. Der Aufstieg ist entweder durch das Tal des unterhalb des Gipfels entspringenden Ben Glas Burn oder über den nordwestlichen Gipfelgrat möglich. Munro-Bagger kombinieren den Beinn Chabhair oft mit dem nordöstlich gelegenen An Caisteal und dem Beinn a' Chroin, von denen er durch einen flachen, etwa 600 Meter hohen namenlosen Sattel getrennt ist.